# Seznam zgradb in objektov v Piranu
Seznam zgradb in objektov v Piranu.

## Seznam
| slika                     | ime zgradbe                 | mestna četrt  | lokacija            | sedanja funkcija                                                                            | arhitekturni slog | leto izgradnje / arhitekt                       |
| ------------------------- | --------------------------- | ------------- | ------------------- | ------------------------------------------------------------------------------------------- | ----------------- | ----------------------------------------------- |
| Klikni za spremembo slike | Tartinijeva hiša            |               | Tartinijev trg      | rojstna hiša in spominska zbirka Giuseppeja Tartinija sedež avtohtone Italijanske skupnosti | Barok             | Srednji vek                                     |
| Klikni za spremembo slike | Benečanka                   |               | Tartinijev trg      | zasebna stavba                                                                              | Beneška gotika    | 15. stoletje                                    |
| Klikni za spremembo slike | Mestna hiša                 |               | Tartinijev trg      | sedež Občine Piran                                                                          | Neorenesansa      | 1877 - 1879 Giovanni Righetti                   |
| Klikni za spremembo slike | Palača Trevesini            |               | Kidričevo nabrežje  | Gea College                                                                                 | Klasicizem        | 1826                                            |
| Klikni za spremembo slike | Gledališče Giuseppe Tartini |               | Kidričevo nabrežje  | gledališče, kulturni center v upravi Avditorija Portorož                                    | Neoklasicizem     | 1909 - 1910 Gioachinno Grassi, Giacomo Zamattio |
| Klikni za spremembo slike | Palača Gabrielli            | Marčana       | Cankarjevo nabrežje | Pomorski muzej                                                                              | Neoklasicizem     | okoli 1850                                      |
| Klikni za spremembo slike | Sodna palača, Piran         |               | Tartinijev trg      | sedež Okrajnega sodišča                                                                     |                   | 1885 - 1891 Giuseppe Moso, Enrico Mordio        |
| Klikni za spremembo slike | Mestna loža (Loggia)        |               | Tartinijev trg      | Mestna galerija Piran, kavarna                                                              |                   |                                                 |
| Klikni za spremembo slike | Hiša Bassi - Fabris         |               | Tartinijev trg      | zasebna stavba                                                                              | Barok             |                                                 |
| Klikni za spremembo slike | Minoritski samostan Piran   | Poljska vrata | Bolniška ulica      | samostan s cerkvijo sv. Frančiška in križnim hodnikom                                       | Barok             | pred 1318 Giovanni Righetti (pročelje cerkve)   |